# Christian Knappmann
Christian Knappmann (Düsseldorf, Nyugat-Németország, 1981. március 19. –) német labdarúgó, 2015 óta a TSV Havelse csatára.

## Pályafutása
Több utánpótláscsapatnál is megfordult, felnőtt pályafutását az FC Remscheid csapatánál kezdte 2000-ben, 2001-ben szerződött a Germania Ratingenbe. 2002 és 2004 közt a Kickers Offenbach tagja volt, majd fél évre a VfR Neumünsterbe igazolt. Ezután a TuS Koblenz, majd a KFC Uerdingen következett. 2007-ben fél szezont a FC Güterslohnál töltött, majd visszatért az Uerdingenhez. 2008 és 2010 közt az SC Verl játékosa volt, második szezonjában gólkirály lett a harmadosztály Nyugati csoportjában, a szezon végén a Rot Weiss Ahlenbe igazolt, ahol csak fél évet töltött. A Wacker Burghausen, majd a Wuppertaler SV Borussia következett, ahol rögtön gólkirály lett. 2013 elején az élvonalban címvédő, a szezon során később BL-döntőbe jutó Borussia Dortmund második csapatához igazolt, fél év múlva a Rot-Weiß Essen következett. 2014 és 2015 közt az SV Rödinghausen tagja volt, majd év elején szerződött a TSV Havelse csapatába.